# Массерано
Массерано (італ. Masserano, п'єм. Massran) — муніципалітет в Італії, у регіоні П'ємонт, провінція Б'єлла.
Массерано розташоване на відстані близько 540 км на північний захід від Рима, 75 км на північний схід від Турина, 14 км на схід від Б'єлли.
Населення — 2164 особи (2014).

## Демографія
Населення за роками:

Станом на 1 січня 2023 року в муніципалітеті офіційно проживав 131 іноземець з 22 країн, серед них 51 громадянин країн Євросоюзу та 15 громадян України.

## Сусідні муніципалітети
- Брузненго
- Буронцо
- Казапінта
- Кастеллетто-Черво
- Курино
- Лессона
- Ровазенда